# Гелена-Вест-Гелена (Арканзас)
Гелена-Вест-Гелена (англ. Helena–West Helena) — місто (англ. city) в США, в окрузі Філліпс штату Арканзас. Населення — 9519 осіб (2020).

## Географія
Гелена-Вест-Гелена розташована за координатами 34°32′1″ пн. ш. 90°37′14″ зх. д. / 34.53361° пн. ш. 90.62056° зх. д. (34.533548, -90.620570).  За даними Бюро перепису населення США в 2010 році місто мало площу 34,53 км², з яких 34,53 км² — суходіл та 0,00 км² — водойми.

## Демографія
Згідно з переписом 2010 року, у місті мешкали 12 282 особи в 4676 домогосподарствах у складі 3026 родин. Густота населення становила 356 осіб/км².  Було 5671 помешкання (164/км²). 
Расовий склад населення:
| - 74,5 % — чорних або афроамериканців - 23,9 % — білих - 0,4 % — азіатів - 0,3 % — корінних американців |

До двох чи більше рас належало 0,7 %. Іспаномовні складали 1,2 % від усіх жителів.
За віковим діапазоном населення розподілялося таким чином: 30,2 % — особи молодші 18 років, 56,3 % — особи у віці 18—64 років, 13,5 % — особи у віці 65 років та старші. Медіана віку мешканця становила 33,2 року. На 100 осіб жіночої статі у місті припадало 85,3 чоловіків;  на 100 жінок у віці від 18 років та старших — 78,4 чоловіків також старших 18 років.
Середній дохід на одне домашнє господарство  становив 39 394 долари США (медіана — 22 055), а середній дохід на одну сім'ю — 47 533 долари (медіана — 24 461). Медіана доходів становила 25 533 долари для чоловіків та 23 455 доларів для жінок. За межею бідності перебувало 44,2 % осіб, у тому числі 60,8 % дітей у віці до 18 років та 17,5 % осіб у віці 65 років та старших.
Цивільне працевлаштоване населення становило 3719 осіб. Основні галузі зайнятості: освіта, охорона здоров'я та соціальна допомога — 28,4 %, мистецтво, розваги та відпочинок — 17,2 %, роздрібна торгівля — 14,9 %.